# قنطرة الدايود

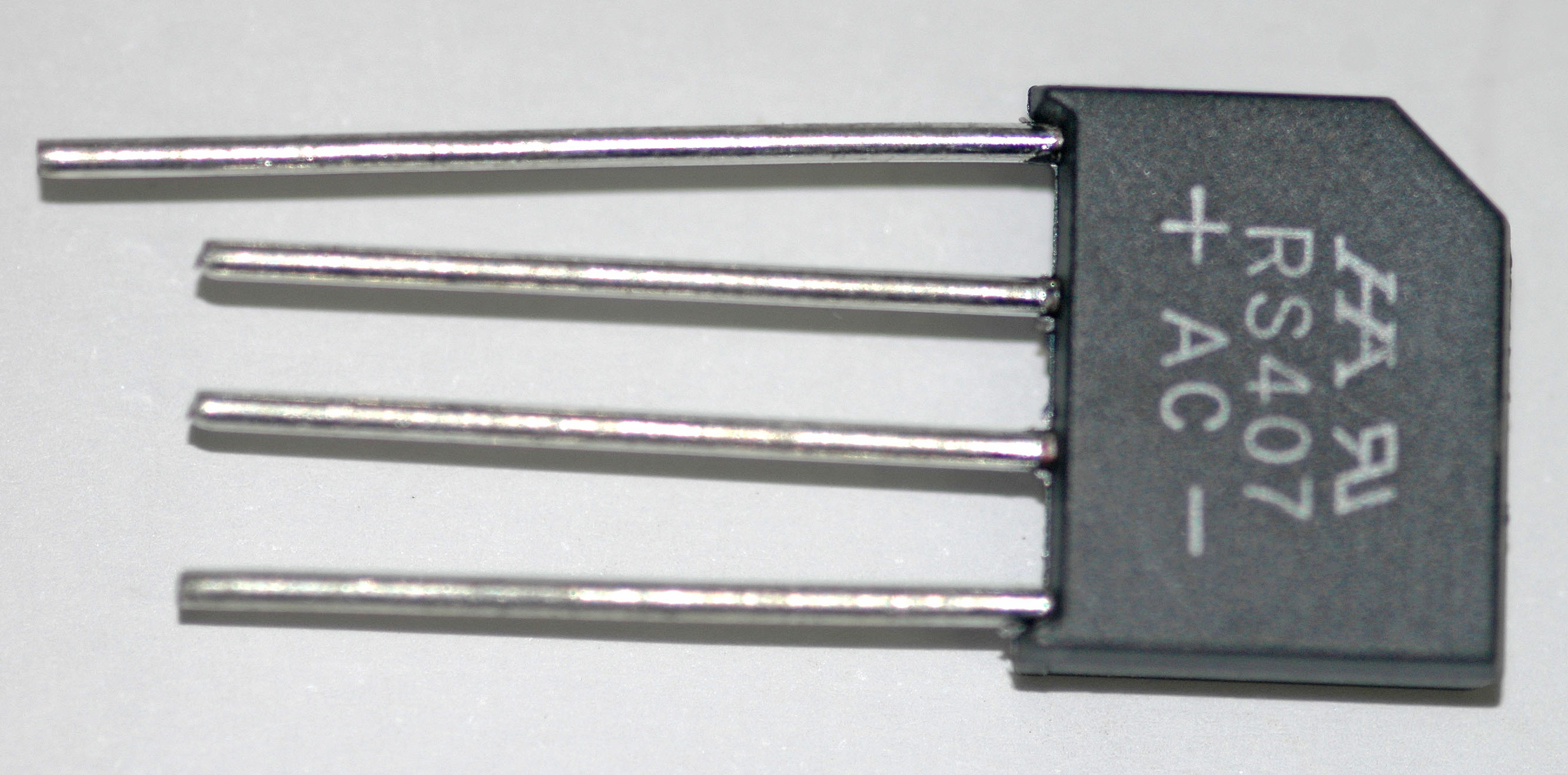
قنطرة دايود تعمل عند 1000 فولت 4 أمبير.

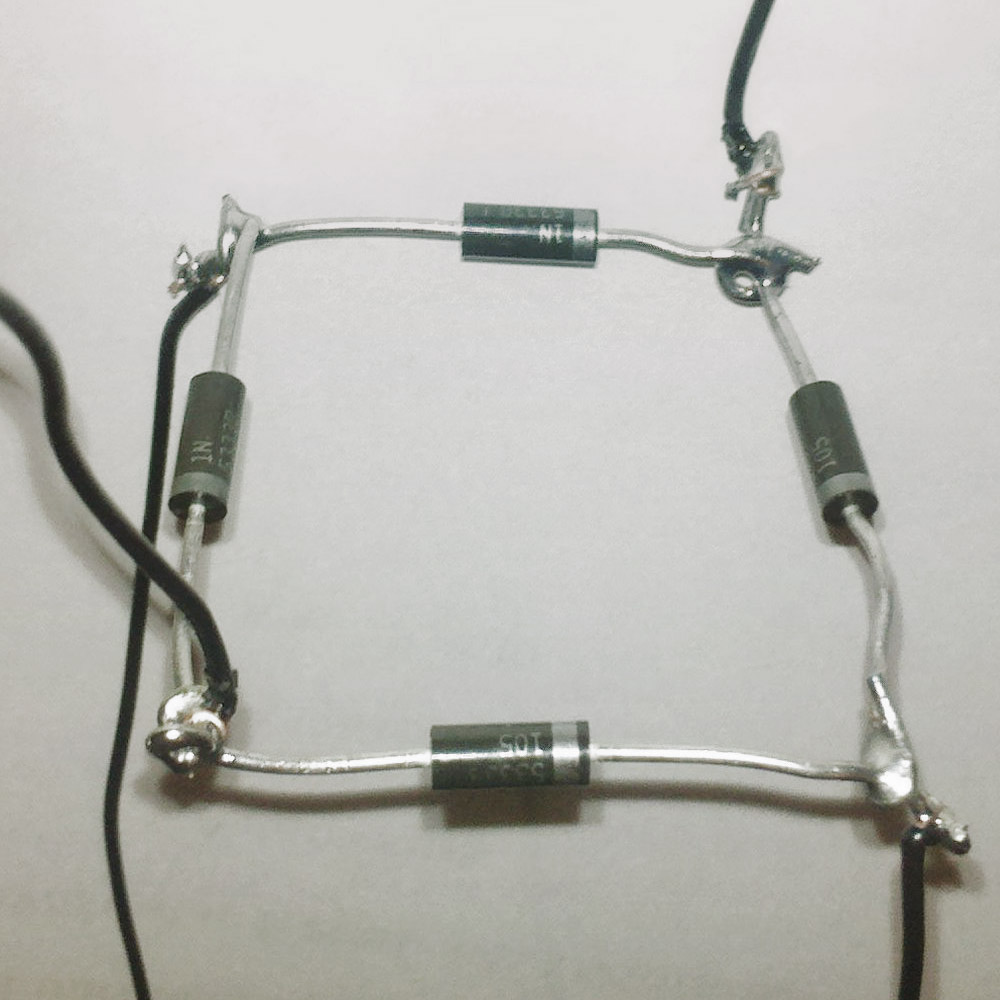
قنطرة دايود رباعية مصنوعة يدويًا.

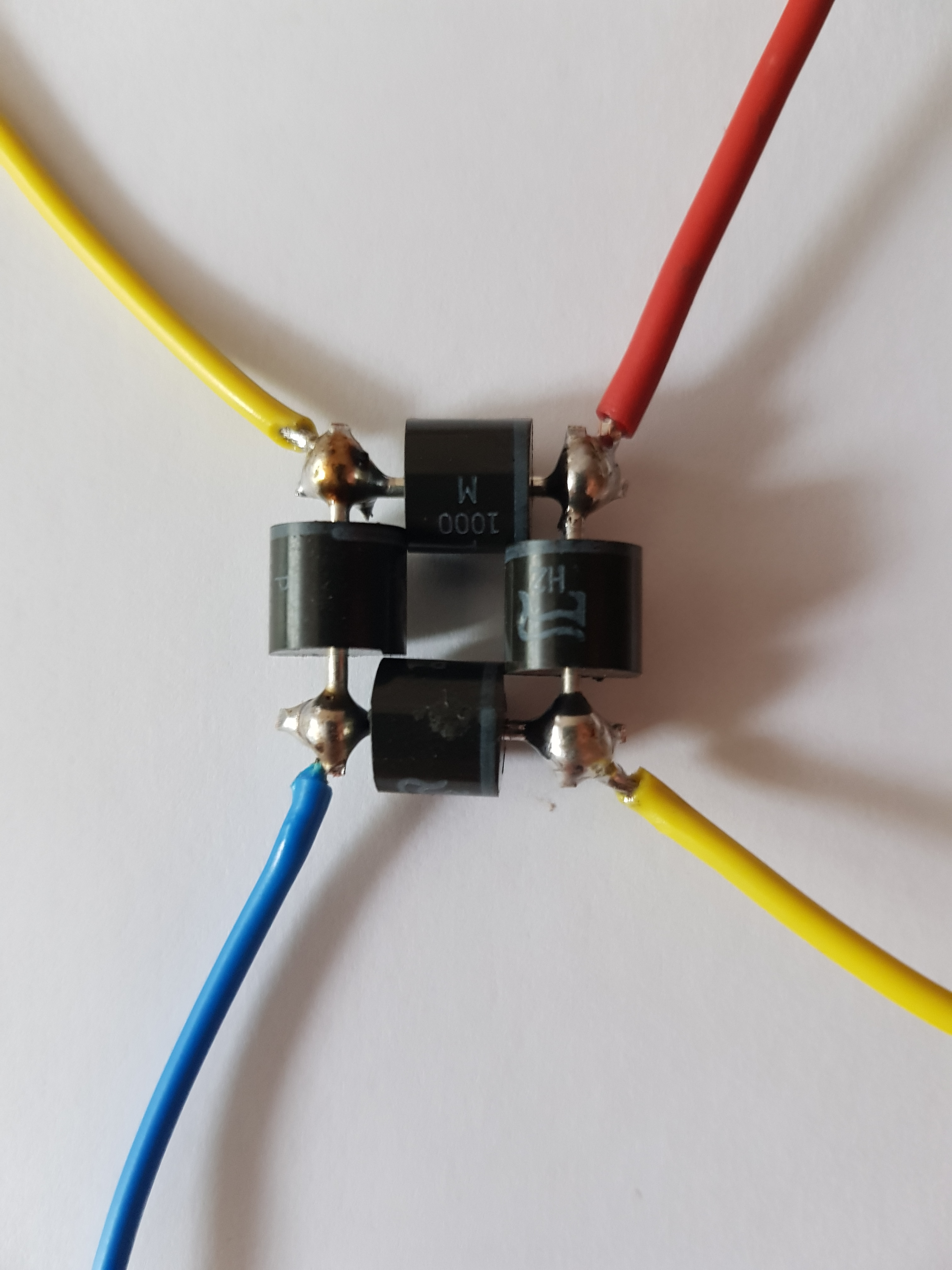
قنطرة دايود رباعية مصنوعة يدويًا.

يوضح الخط الأحمر شكل موجة التيار المتردد. في حين يُمثل الخط الأخضر موجة تيار متردد مُقوَّم بنصف موجة. ويُظهر الخط الأزرق تيار متردد مُقوَّم بموجة كاملة.

قنطرة الدايود هي قنطرة مكونة من أربعة من الدايود (أو أكثر) على شكل قنطرة كهربية، والتي تقوم بتوحيد قطبية الخرج مهما كانت قطبية من الدخل.
الاستخدام الأكثر شيوعًا لقنطرة الدايود هو تحويل التيار المتردد (AC) إلى تيار مباشر (DC)، أي أنها تقوم بوظيفة المقوم، حيث تقوم قنطرة المقوم بجعل الخرج موجة كاملة التصحيح (full-wave rectification) من سلكي دخل التيار المتردد، مما أدى إلى انخفاض الحمل بالمقارنة مع المقوم الذي يستخدم ثلاثة أسلاك للدخل.
الميزة الأساسية في قنطرة الدايود هو أن توحيد قطبية الخرج بغض النظر عن قطبية الدخل، أول من ابتكر فكرة قنطرة الدايود هو المهندس الكهربائي البولندي كارول بولاك، وقام بتسجيلها كبراءة اختراع في 14 يناير 1896 تحت رقم DRP 96564، وقام بنشرها بعد ذلك في جامعة برلين للتكنولوجيا، وفي عام 1897 قام الفيزيائي الألماني ليو جرايتز بتصميم قنطرة الدايود، وإلى يومنا هذا يُطلق على قنطرة الدايود في كثير من الأحيان دائرة جرايتز أو قنطرة جرايتز.

## الوظيفة الأساسية
وفقًا للنموذج التقليدي لتدفق التيار الكهربي (الذي تم إنشأئه من قبل بنجامين فرانكلين ولا يزال يتبعه معظم المهندسين اليوم) يُعرَّف التيار بأنه موجب عندما يتدفق خلال الموصلات الكهربائية من القطب الموجب إلى السالب، بينما في الحقيقة فإن الإلكترونات الحرة تتدفق دائمًا من القطب السالب إلى الموجب، لكن في الغالبية العظمى من النظريات الكهربائية يتم استخدام النموذج التقليدي للتيار، والنموذج الفعلي غير مستخدم.
في الرسم التوضيحي أدناه، عندما يكون الجهد الموصل عند اليسار موجب، والجهد الموصل عند اليمين سالب، يمر التيار الكهربي إلى اليمين عن طريق الطرف الأحمر (الموجب)، ويعود عن طريق الطرف الأزرق (السالب).
وعندما يكون الجهد الموصل عند اليسار سالب، والجهد الموصل عند اليمين موجب، يمر التيار الكهربي إلى اليمين عن طريق الطرف الأحمر (الموجب)، ويعود عن طريق الطرف الأزرق (السالب).

في كلا الحالتين، الطرف العلوي من الخرج تكون قيمته موجبة، والطرف السفلي من الخرج تكون قيمته سالبة. قبل توافر الدوائر المتكاملة، كانت قنطرة المقوم يتم بناؤها من «المكونات المنفصلة» أي مجموعة من الدايود المنفردة، ولكن منذ عام 1950 تقرييبًا، أصبحت قنطرة الدايود المكونة من أربعة من الدايود تُباع تجاريًا كمكون منفصل، وهي متاحة عند قيم الجهد والتيار المختلفة.